# Doroteo Vasconcelos
Pour les articles homonymes, voir Vasconcelos.
Doroteo Vasconcelos Vides y Ladrón de Guevara (1803-1883) est un homme politique salvadorien. Il est président du Salvador du 7 février 1848 au 1er février 1850 et du 4 février 1850 au 1er mars 1851.
Vasconcelos est un ami proche du général hondurien Francisco Morazán. Il tente d'envahir le Guatemala et de vaincre le général Rafael Carrera le 2 février 1851, sans toutefois y parvenir. Après sa défaite, il se retire de la vie publique.

## Biographie

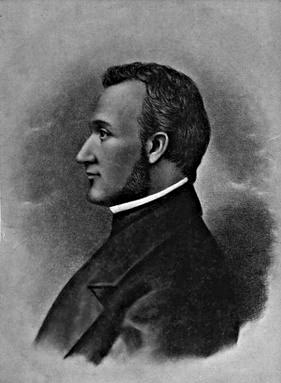
Le général Francisco Morazán, ami proche de Vasconcelos.

### Soutien à Los Altos
En 1848, les libéraux ont pu forcer Rafael Carrera à quitter ses fonctions, après des mois de troubles dans le pays. Carrera a démissionné de son plein gré et est s'est exilé au Mexique. Le nouveau régime libéral adopte une loi qui ordonne l'exécution de Carrera s'il tente de retourner sur le sol guatémaltèque. En son absence, les criolos (c'est-à-dire les locaux descendant des grandes familles espagnoles coloniales) libéraux de Quetzaltenango - dirigés par le général Agustín Guzmán, qui occupa la ville après que le général Corregidor Mariano Paredes eut été appelé à Guatemala pour prendre la présidence - déclarent que Los Altos est un état indépendant le 26 août 1848. Ils ont le soutien du régime de Vasconcelos, au Salvador, et de l'armée de guérilla rebelle de Vicente et Serapio Cruz, deux ennemis du général Carrera. Le gouvernement intérimaire est dirigé par Guzmán lui-même et compte parmi ses membres Florencio Molina et le prêtre Fernando Davila. Le 5 septembre 1848, les criollos élisent un gouvernement dirigé par Fernando Antonio Martínez.
Pendant ce temps, Carrera décide de retourner au Guatemala, ce qu'il fait en entrant à Huehuetenango, où il rencontre les dirigeants indigènes, cherchant à obtenir leur soutien ; les communautés autochtones, victimes de ségrégation, ont commencé à développer une nouvelle identité indienne commune.
Entre-temps, dans la partie orientale du Guatemala, la région de Jalapa est devenue particulièrement dangereuse. L'ancien président Mariano Rivera Paz et le chef rebelle Vicente Cruz ont tous deux été assassinés à Jalapa après avoir tenté de prendre le poste de Corregidor en 1849.
Lorsque Carrera est arrivé à Chiantla, à Huehuetenango, il reçoit deux émissaires de Los Altos lui signifiant qu'ils n'engageraient pas de combat contre ses troupes, craignant que cela n'entraîne une révolte indigène, semblable à celle de 1840 ; ils demandent toutefois à Carrera de garder les indigènes sous contrôle. Cependant, les "altenses" ne se conforment pas à leur offre et, dirigés par Guzmán, attaquent Carrera.
En apprenant que l'officier José Víctor Zavala avait été nommé au commandement à Suchitepéquez, Carrera et ses cent gardes du corps jacalteco traverse la jungle pour le rejoindre. Quand ils se sont rencontrés, Zavala non seulement ne l'a pas arrêté, mais a accepté de servir sous ses ordres, envoyant ainsi un message fort aux libéraux et aux conservateurs de Guatemala. Ceux-ci se rendent compte qu'ils sont forcés de négocier avec Carrera, car refuser les négociations les amènerait à se battre sur deux fronts - Quetzaltenango et Jalapa. Carrera retourne dans la région de Quetzaltenango, tandis que Zavala reste à Suchitepéquez. Carrera reçoit la visite d'un membre du cabinet de Paredes et lui dit qu'il garde sous contrôle la population autochtone.
Agustín Guzmán se rend à Antigua Guatemala pour rencontrer un autre groupe d'émissaires de Paredes ; ils conviennent que Los Altos rejoindra le Guatemala et que ce dernier aidera Guzmán à vaincre son opposant et à construire un port sur l'océan Pacifique. Guzmán est sûr de sa victoire, mais son plan échoue : Carrera et ses alliés autochtones occupent Quetzaltenango ; Carrera nomme Ignacio Yrigoyen corrégidor et le convainc de travailler avec les leaders k'iche', q'anjobal et mam pour garder la région sous contrôle.
Guzmán est ensuite parti pour Jalapa, où il signe un accord avec les rebelles, tandis que Luis Batres Juarros convainc le président Paredes de négocier avec Carrera. Guzmán ne pouvait obtenir qu'une trêve temporaire des leaders de la révolte, León Raymundo, Roberto Reyes et Agustín Pérez ; Cependant, la trêve fut de courte durée, les rebelles rmettant à sac Jalapa les 3 et 4 juin. Guzmán part ensuite pour le Salvador, où il adresse une missive au reste des dirigeants libéraux d'Amérique centrale dans laquelle il attaque l'immoralité et la viciosité de Rafael Carrera, qui - selon Guzmán - n’avait pas gouverné correctement le Guatemala au cours des neuf dernières années. Dans ce texte, Guzmán déclare qu'il s'est installé au Salvador pour se retirer de la vie publique, mais qu'il ne peut rester impassible devant le retour de Carrera au pouvoir. Il affirme qu'avec l'aide du Salvador, du Honduras et du Nicaragua, et après la renaissance de Los Altos, il allait pouvoir affronter Carrera et reprendre la tête du pays. Son texte ne recueille aucun soutien et Carrera revient à la tête du Guatemala.

### Réélection
Vasconcelos cède le pouvoir au terme de son mandat à Ramón Rodríguez, qui après quelques jours seulement, lui remet la présidence pour un autre mandat de deux ans. Pendant son mandat, il a ordonné que les restes de Morazán soient ramenés au Salvador, où il est enterré avec les honneurs de l'État. Après la défaite de Los Altos et le retour de Carrera en tant qu'homme fort du Guatemala, Vasconcelos accorde l'asile aux libéraux guatémaltèques exilés de leur pays, ce qui accroit les tensions entre le Salvador et le Guatemala.

### Bataille de la Arada

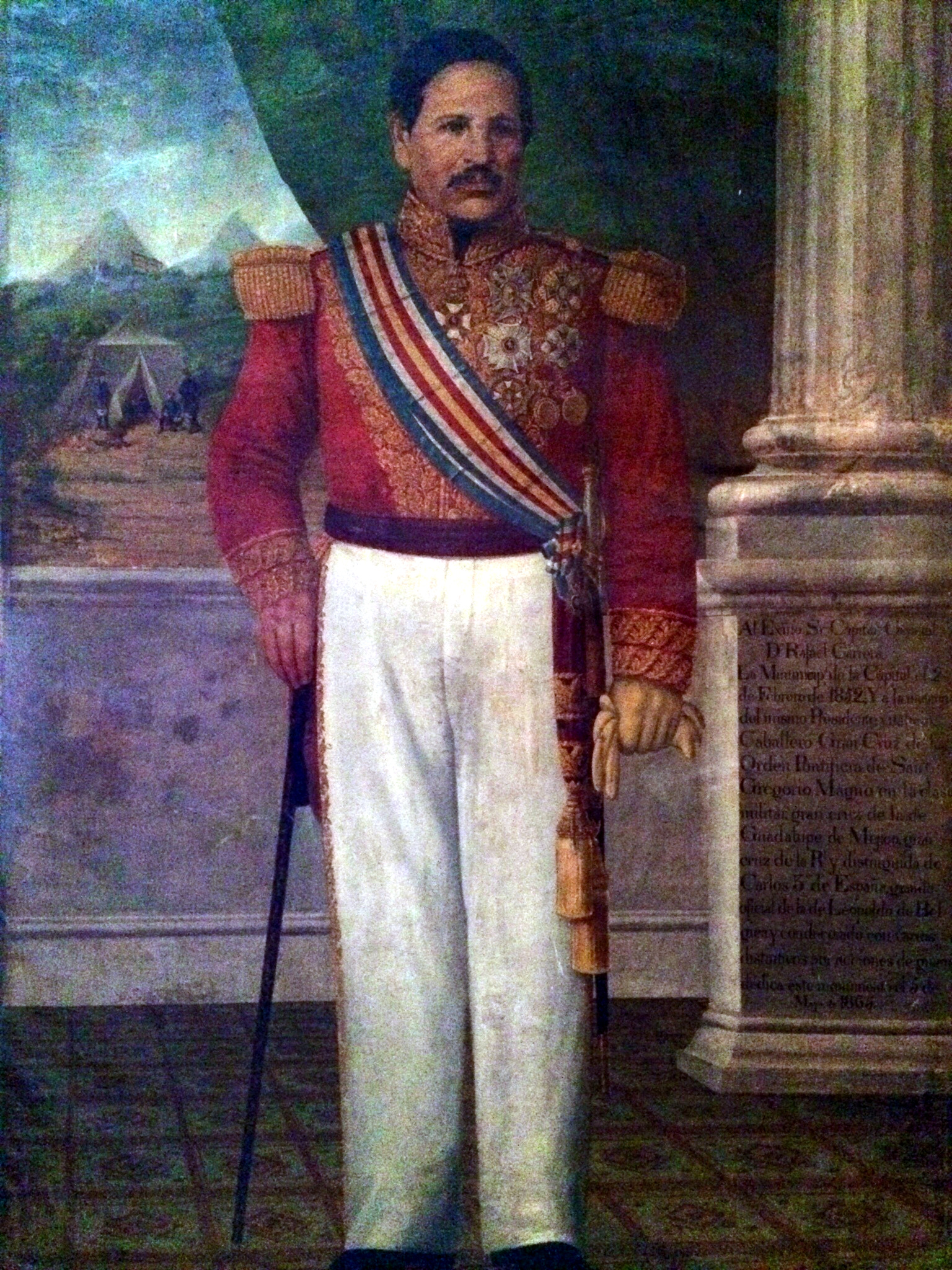
Rafael Carrera vainc Vasconcelos lors de la bataille de La Arada.

Après le retour de Rafael Carrera d'exil en 1849, Vasconcelos accorde l'asile aux libéraux guatémaltèques. Ceux-ci attaquent le gouvernement guatémaltèque de différentes manières : José Francisco Barrundia publie un journal libéral créé dans ce but précis ; Pendant toute une année, Vasconcelos apporte son soutien à une faction rebelle nommée "La Montaña", située dans l'est du Guatemala, leur fournissant de l'argent et des armes. Vers la fin de 1850, Vasconcelos commence à s'impatienter à cause de la lenteur de la progression dans la guerre avec le Guatemala, et décide de planifier une attaque ouverte. Dans ces circonstances, le chef de l’État salvadorien lance une campagne contre le régime conservateur guatémaltèque, invitant le Honduras et le Nicaragua à s'allier à lui ; seul le gouvernement hondurien dirigé par Juan Lindo accepte.
Au Guatemala, où les plans d'invasion sont parfaitement connus, le président Mariano Paredes commence à prendre des précautions pour faire face à la situation, tandis que l'archevêque guatémaltèque Francisco de Paula García Peláez, ordonnait des prières de paix dans l'archidiocèse, l'église et le régime étant très liées à ce moment-là.
Le 4 janvier 1851, Vasconcelos et Lindo se rencontrent à Ocotepeque, au Honduras, où ils signent une alliance contre le Guatemala. L'armée salvadorienne compte 4 000 hommes correctement entraînés, armés, et soutenus parde l'artillerie ; l'armée hondurienne compte 2 000 hommes. L’armée de coalition stationne à Metapán, au Salvador, en raison de la proximité du site avec les frontières guatémaltèque et hondurienne .
Le 28 janvier 1851, Vasconcelos adresse au ministère des relations extérieures du Guatemala une lettre dans laquelle il demande que le président guatémaltèque renonce au pouvoir, afin que l'alliance puisse désigner un nouveau chef d'État fidèle aux libéraux. Il demande également à ce que Rafael Carrera soit exilé, escorté dans un des ports du sud du Guatemala par un régiment salvadorien.  Le gouvernement guatémaltèque n'accepte pas les conditions et l'armée alliée est entrée sur le territoire guatémaltèque en trois lieux différents. Le 29 janvier, un contingent de 500 hommes est entré par Piñuelas, Agua Blanca et Jutiapa, dirigé par le général Vicente Baquero, mais la majorité de la force d'invasion est partie de Metapán. L'armée alliée était composée de 4 500 hommes dirigés par Vasconcelos, commandant en chef. Les autres commandants étaient le général José Santos Guardiola, le général Ramón Belloso, le général José Trinidad Cabañas et le général Gerardo Barrios. Le Guatemala a pu recruter 2 000 hommes, dirigés par le lieutenant-général Rafael Carrera et plusieurs colonels.
La stratégie de Carrera consiste à feindre une retraite, obligeant les forces ennemies à suivre les troupes jusqu'à un endroit qu'il avait choisi auparavant ; Le 1er février 1851, les deux armées se faisaient face, la seule rivière San José étant séparées. Carrera avait fortifié les contreforts de La Arada, dont le sommet était à environ 50 m au-dessus du niveau de la rivière. Une prairie se situait 300 m en contrebas, entre la colline et la rivière. Carrera divise son armée en trois groupes : l'aile gauche est dirigée par Cerna et Solares ; l'aile droite par Bolaños. Il dirige personnellement le bataillon central, où il place son artillerie. Cinq cents hommes reste à Chiquimula pour défendre la ville et aider à une éventuelle retraite, ne laissant que 1 500 Guatémaltèques face à une armée trois fois plus nombreuse.
La bataille a commencé à 8h30, lorsque les troupes alliées lancent une attaque en trois points différents, avec un tir nourris des deux armées. La première attaque de la coalition est repoussée par les troupes au pied de colline ; lors de la deuxième attaque, les troupes alliées ont pu prendre la première ligne de tranchées. Ils en ont ensuite été expulsés. Au cours de la troisième attaque, les forces alliées ont avancé à un point où il était impossible de distinguer les troupes guatémaltèques des troupes salvadoriennes et honduriennes. Ensuite, le combat s'est transformé une mêlée, tandis que l'artillerie guatémaltèque tirait sur les positions de leurs opposants. Au plus fort de la bataille, alors que les Guatémaltèques sont dans une situation complexe, Carrera ordonne de mettre le feu à une plantation de canne à sucre autour du pré. L’armée coalisée est encerclée, coincée entre les tirs ennemis en face, l'incendie sur les flancs et la rivière, à l'arrière, qui rend la retraite très difficile. Les troupes centrales de la force alliée ont été prises de panique et ont entamé une retraite désordonnée. Toutes les troupes alliées ont commencé ensuite à se retirer.
Les 500 hommes de l'arrière-garde ont poursuivi ce qui restait de l'armée alliée, qui s'était sauvée en direction des frontières de leurs pays respectifs. Le décompte final des pertes alliées s’élève à 528 morts, 200 prisonniers, 1 000 fusils pris, 13 000 cartouches de munitions, de nombreux animaux, 11 tambours et 7 pièces d’artillerie. Vasconcelos cherche refuge au Salvador, tandis que deux généraux montés sur le même cheval ont été vus traversant la frontière hondurienne. Carrera a regroupé son armée et franchi la frontière salvadorienne, occupant Santa Ana, avant de recevoir l'ordre du président guatémaltèque, Mariano Paredes, de retourner au Guatemala, les Alliés demandant un cessez-le-feu et un traité de paix.
Après cette défaite, Vasconcelos s'est retiré de la présidence, et de la vie publique.